# Pseudorasbora elongata
Pseudorasbora elongata es una especie de peces, de la familia de los Cyprinidae en el orden de los Cypriniformes.

## Morfología
Con una longitud máxima descrita de 11'7 cm, el cuerpo es de color gris plateado y ligeramente oscuro con rayas negras anchas hasta el hocico en líneas medias del cuerpo, y 4 líneas negras verticales por encima de las rayas; pequeñas manchas negras en las aletas dorsal y caudal y un gran punto negro en la base de la aleta caudal; hocico puntiagudo y deprimido; boca hendidura casi vertical; orificios nasales pequeños y más cerca de los ojos que con la punta del hocico.

## Hábitat y distribución
Es un pez de agua dulce subtropical, de comportamiento bentopelágico. Se encuentra en la China, distribuido por la cuenca fluvial de los ríos Lijiang y Changjiang del centro del país.